# Josepa Miró Turmo
Josepa Miró Turmo (Valls, 1928 – Tarragona, 2005) va ser una artista.
Tingué una amplia trajectòria amb exposicions arreu de l'Estat espanyol i en diferents ciutats franceses. Va estudiar a l'Escola Taller d'Art de la Diputació de Tarragona durant els anys 1946-1949. També es coneixen algunes de les obres abans que entres a l'escola on destaca les obres pictòriques de paisatges que continuaran apareixent al llarg de la seva trajectòria. Però no és fins a l'any 1961 que comença a participar en mostres col·lectives i en concursos. Al mes d'abril quan s'inaugura l'exposició Tarragona vista pel Cercle Pere Johan. La presentació és a càrrec d'Enric Baixeras i hi mostren les seves obres Maria Teresa Oliva, Josefa Miró, Gonzalo Lindín, Garciaanguera, Amante, Ramos, Senti, Secall, Poqueras, Durant, Fort, Centellas, Burdeos, Pinet, Olivar, Montagut i Forteza. Fou una mostra polèmica, perquè es mostraven obres, tal com deia García Luna, el públic no entenia. Aquest mateix any es presenta a la IV Biennal d'Art de Montblanc on obté la segona menció honorífica en la secció de pintura.
L'any 1962 es convoquen la XIV Medalla Tapiró de Pintura, i la XIII Medalla Julio Antonio d'escultura. S'hi van presentar trenta-una pintures i sis escultures. Quatre anys més tard va realitzar la primera exposició individual a la Galeria Arteluz de Madrid. L'any següent fa la seva primera mostra individual a Tarragona, a la Galeria Crecelius. Una mostra segurament difícil d'entendre en aquesta ciutat pel tipus d'obra que es presentava. Al mes d'abril del 1967 exposa a la Sala Rovira de Barcelona, en una mostra que fou molt ben rebuda, com ho demostren els comentaris crítics i les ressenyes de la majoria de diaris i revistes de la Ciutat Comtal. Continua amb exposicions a Sitges, Figueres i Mataró. Al mes de febrer de 1969 exposa al Casino Mercantil de Saragossa.
A més de la seva trajectòria pictòrica, també va mostrar un gran interès pels gravats. Durant el curs 1967-1968 fou alumna de Ramón Ferran un dels gravadors més coneguts que hi ha hagut a les nostres comarques. El 1968 havia pres part a la I Mostra Internacional de Gravat i Litografia de Barcelona. L'any següent obté el primer premi de dibuix i gravat en el XIV Concurs d'Art de la Diputació Provincial de Girona per la seva obra Conjunto Musical. Els anys 1970-1971 es presenta al Concurs Internacional de Dibuix Inglada Guillot a Barcelona. Al mes de març de 1971 torna a la Sala Rovira, on exposa dibuixos i gravats, les quals eren de caràcter expressionista. També exposa a la Sala Fort pintures, dibuixos i gravats. De nou torna a participar en mostres col·lectives com el Certamen Nacional Artístico Artesport 72, o el Concurso Nacional de Pintura a Ponferrada el 1973. Aquest darrer any fa una mostra individual a la Sala de l'Obra Cultural. A partir d'aquí estableix un llarg parèntesi de sis anys motivat per un seriós problema familiar, fins a l'any 1979 que la trobem exposant a la Torre Vella de Salou.
El setembre del 1983 inaugura la temporada d'exposicions a l'Atelier Saint Domènec de Perpinyà. Als anys noranta la pintora continua amb la seva projecció internacional. El 1991 participa en el Salon d'Automne du cercle Artistique, a Luneville; el 1992 exposa a la Galeria Feille, a Clairac, i el 1992 participa en el 36è Saló Internacional d'Arts Plàstiques organitzat per la Vila de Besiers on obté la Copa de la Cambra de Comerç per la seva obra Soirée. El 1996 és nomenada Accademica Associata (Sezione Arte), de l'Accademia Internazionale Greci-Marino, Accademia del Verbano, di Lettere, Arti, Scienze. L'any 1998 exposa Galeria Arte Imagen d'A Coruña, on tornarà en altres ocasions.

## Obra
La seva obra pictòrica se'n parla al Diari de Tarragona, el primer que trobem sobre la pintora ja assenyala algunes de les característiques que definiran la seva obra i que són aspectes que molts altres crítics apuntaran al llarg del seu recorregut pictòric. Dominava amb temperament el dibuix en les teles, que recordava en certa manera a la pintura negra de Goya. Cap als anys seixanta veiem en les seves obres la potència expressiva i el tractament aparentment descuidat dels seus traços. Es pot dir que aquestes obres constitueixen un clar precedent del moviment neoexpressionista que va néixer a Alemanya a finals dels anys setanta, que es va estendre posteriorment a la resta d'Europa.
En la seva producció trobem gran varietat de temes tradicionals com: el paisatge i els retrats, però també animals com el cavall, els gossos i els coloms, així com representacions de parelles, de mares i fills, d'esportistes, de multituds, etc. Això no obstant, en conjunt domina la figura humana. Un dels temes de gran importància per ella foren els músics.
Cap als anys 80, i concretament en l'exposició de 1983 a Perpinyà, es mostra el seu estil plenament definit. Les tonalitats fosques, amb el negre que continua sent molt important en la seva obra, però havia anat guanyant presència una riquesa cromàtica més gran que donava al color un protagonisme indiscutible.
Exposicions: 
- L'any 1961: participar en mostres col·lectives i en concursos.
- L'any 1961 (abril): s'inaugura l'exposició “Tarragona vista pel Cercle Pere Johan”
- L'any 1961: es presenta a la IV Biennal d'Art de Montblanc
- L'any 1962: es convoquen la XIV Medalla Tapiró de Pintura, i la XIII Medalla Juliol Antonio d'escultura.
- L'any 1964: va realitzar la primera exposició individual a la Galeria Arteluz de Madrid.
- L'any 1965: fa la seva primera mostra individual a Tarragona, a la Galeria Crecelius
- L'any 1967: exposa a la Sala Rovira de Barcelona. L'any 1969: exposa al Casino Mercantil de Saragossa.
- L'any 1969: obté el primer premi de dibuix i gravat en el XIV Concurs d'Art de la Diputació Provincial de Girona
- L'any 1970: Concurs Internacional de Dibuix Inglada Guillot a Barcelona
- L'any 1970: exposa a la Sala Rovira i a la Sala Fort
- L'any 1972: participar en mostres col·lectives com el Certamen Nacional Artístico Artesport 72
- L'any 1973: Concurso Nacional de Pintura a Ponferrada el 1973
- L'any 1973: mostra individual a la Sala de l'Obra Cultural.
- L'any 1979: exposa a la Torre Vella de Salou.
- L'any 1983: inaugura la temporada d'exposicions a l'Atelier Saint Domènec de Perpinyà.
- L'any 1991: participa en el Salon d'Automne du cercle Artistique, a Luneville
- L'any 1992: exposa a la Galeria Feille, a Clairac,
- L'any 1992: participa en el 36è Saló Internacional d'Arts Plàstiques organitzat per la Vila de Besiers.
- L'any 1998: exposa Galeria Arte Imagen d'A Coruña.